# 巴萨
巴萨（法語：Bassar，卡比耶語：Paasɛɛ）是位于西非国家多哥卡拉区西部的一座城市。
巴萨位在多哥中部偏北的区域，距离该国首都约360公里，2022年人口33,156人，市区在多哥山脈周遭，濒临卡查河；属熱帶乾濕季氣候。非洲野犬曾栖息于此。
巴萨因为世居于当地的原住民族巴萨尔族而得名。在历史上，巴萨是當地冶铁业的中心，境内有15處村莊的冶鐵遺址，包括高爐、爐底、礦渣堆、礦井，以及鍛造的痕跡，它们記錄了公元前5世紀到20世紀中叶期間，当地多個年代煉鐵與鐵器加工技術的演變。该遗址现今也被多哥政府列入世界遺產的預備名單。巴萨現在以盛產木薯聞名。市内还有一支足球队吉比金蒂巴萨足球俱乐部。